# Улица Льва Толстого (Одесса)
Улица Льва Толстого — улица в историческом центре Одессы, от Соборной площади до Старопортофранковской улицы.

## История
На картах города с 1828 года. Первое название по имени местного домовладельца купца Гулевого — Гулевая.

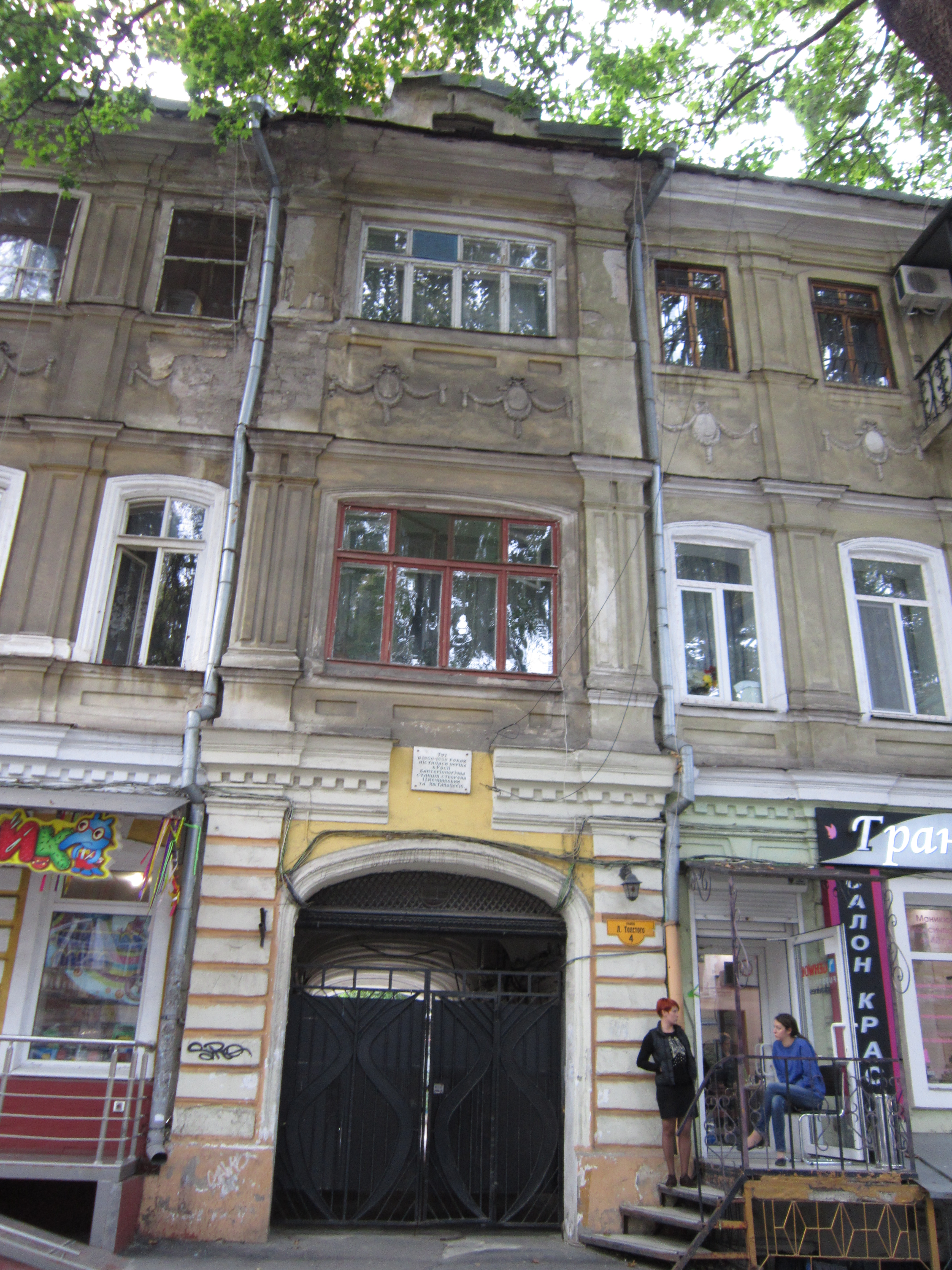
Д. 4

24 июня 1886 года в д. 4 (архитектор Козлов) открылась первая в России и вторая в мире (после Парижа) бактериологическая станция (мемориальная доска), основанная Ильёй Мечниковым и Николаем Гамалеей на средства Григория Маразли. 
Проходившая первоначально от Коблевской до Дегтярной улицы, в 1896 году была продлена до Старопортофранковской улицы.
Летом 1908 года в Пятигорске был убит бывший с 1905 по 1906 год генерал-губернатором Одессы, «успокоитель» взбунтовавшихся матросов на броненосцах «Князь Потемкин» и «Георгий Победоносец», генерал-майор Константин Адамович Карангозов, и 28 августа улицу Гулевую переименовали в его честь.
С 1923 года улица носит имя великого русского писателя Льва Толстого.

## Достопримечательности

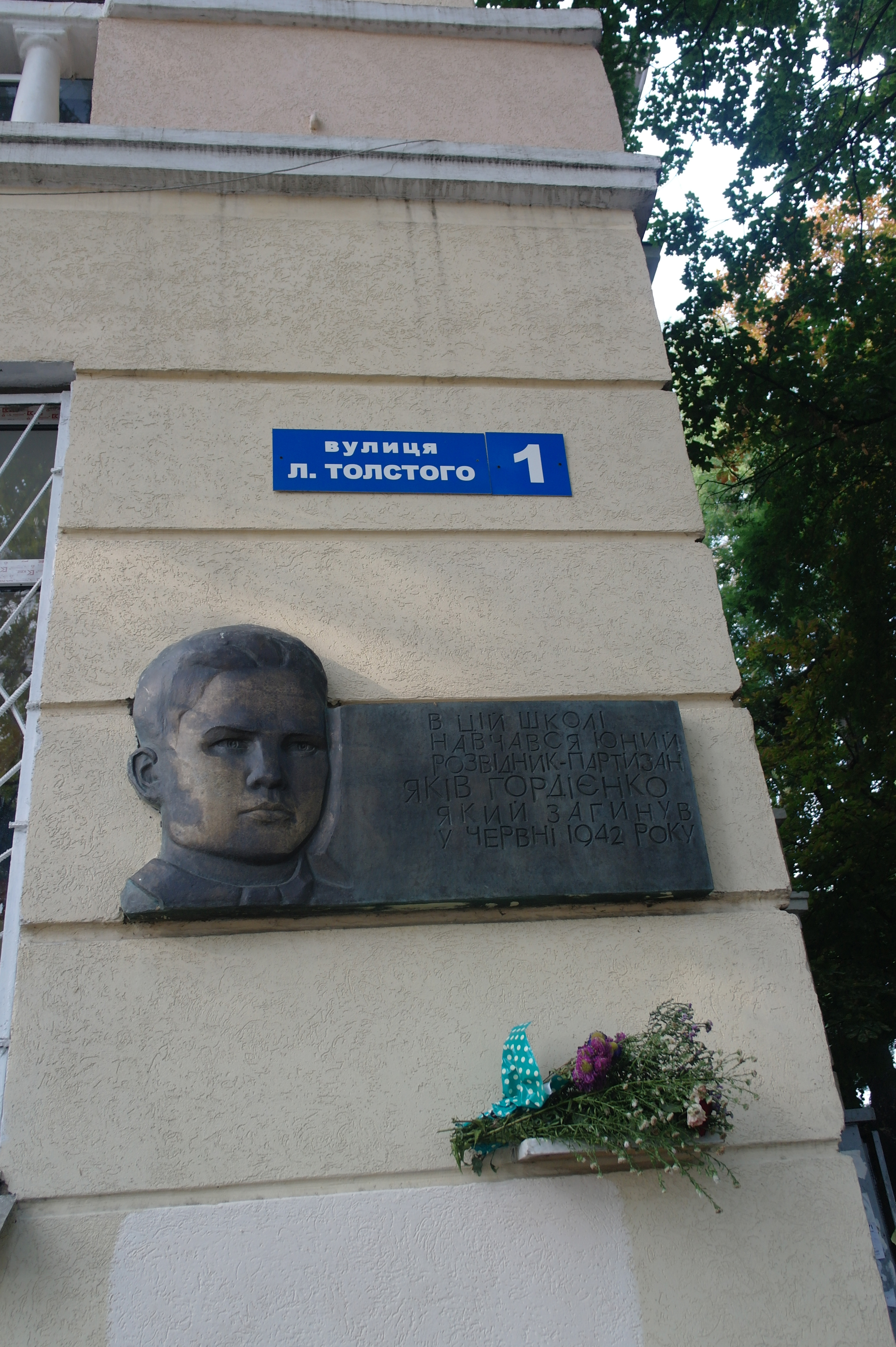
мемориальная доска Якову Гордиенко,

д. 1 — Школа № 121 — мемориальная доска партизану-подпольщику Якову Гордиенко
д. 7 — Детское дошкольное учреждение № 258. C 1912 по 1938 годы в здании работала частная школа профессора П.С. Столярского. В те годы у дома был номер 9.
д. 9 — Одесская Мариинская гимназия, одно из старейших учебных заведений города Одессы, здесь учились:
Антонина Нежданова, в будущем известная певица, народная артистка СССР;
Николай Гефт, участник антифашистского подполья во время Великой Отечественной войны, после освобождения Одессы — руководитель разведывательно-диверсионных групп на территории оккупированной Украины и Польши.
д. 30 — Общеобразовательная школа № 107. Дом был построен в 1912—1913 годах по проекту архитектора Меснера в стиле северо-немецкой архитектуры. Контроль за строительством осуществлял очень известный в Одессе архитектор Христиан Скведера.

## Известные жители
В д. 1 и д. 14 останавливалась украинская поэтесса Леся Украинка